# Fraude electoral

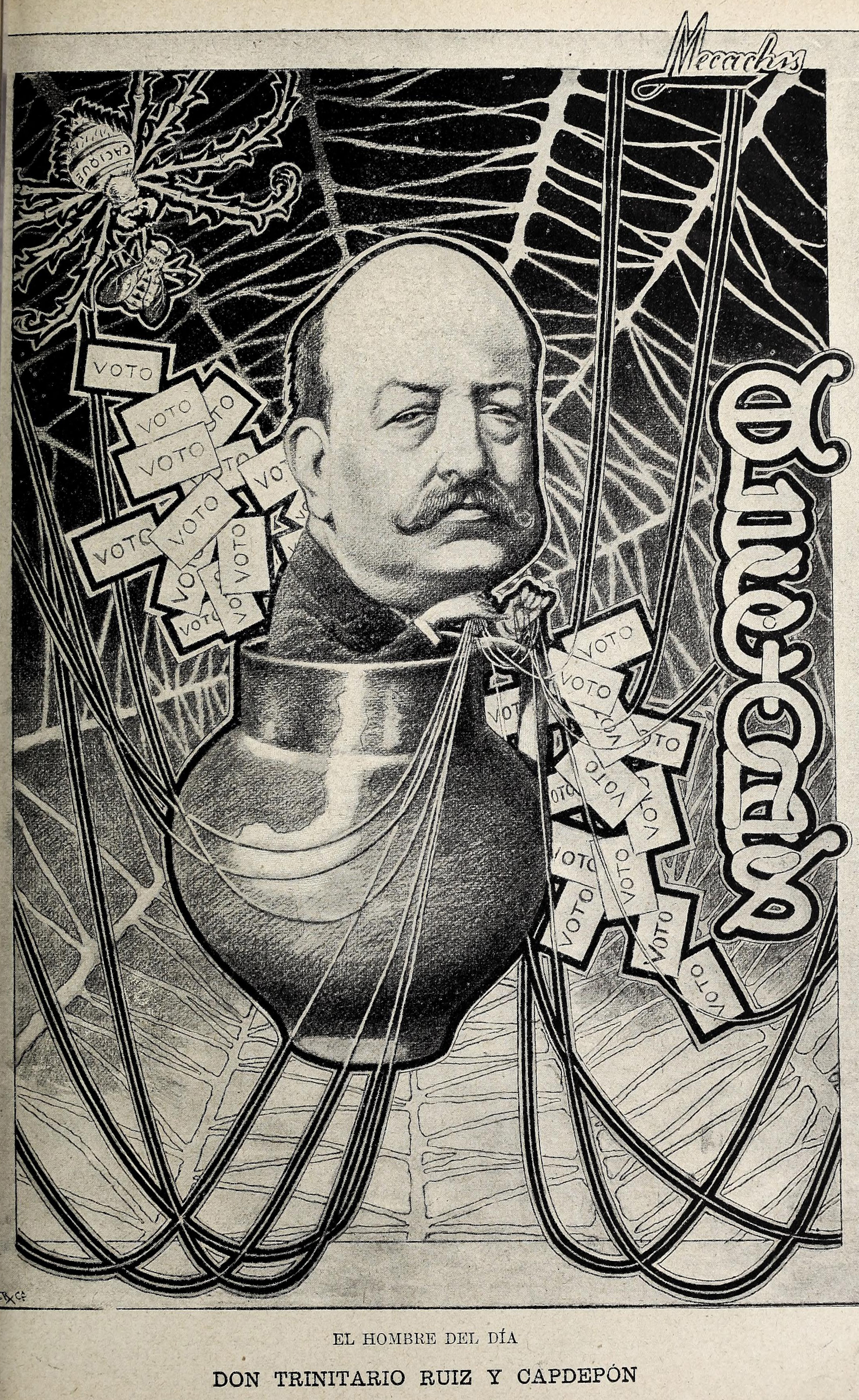
Caricatura de Trinitario Ruiz Capdepón tejiendo votos

El fraude electoral es la intervención ilícita de un proceso electoral con el propósito de impedir, anular o modificar los resultados reales ya sea aumentando la cantidad de votos del candidato favorecido, disminuyendo las de los candidatos rivales, o ambas. Lo que constituye fraude electoral varía de país en país.
Muchos tipos de fraude electoral se prohíben en las legislaciones electorales, pero otros están en infracción con leyes generales, como las que prohíben el asalto, el hostigamiento y la difamación. Aunque técnicamente el término cubre solo aquellos actos que son ilegales, a veces también se usa para describir actos que son legales, pero que son considerados moralmente inaceptables, fuera del espíritu de una elección o que violan los principios de la democracia. Las elecciones show, de solo un candidato, a veces son clasificadas como fraude electoral, aunque pueden estar en cumplimiento de la ley y son presentadas más bien como referéndums.
En elecciones nacionales, un fraude electoral exitoso puede tener el efecto de un golpe de Estado o el de una democracia corrupta. En una elección reñida, una pequeña cantidad de fraude puede ser suficiente para cambiar el resultado, e incluso si el resultado no es afectado, la revelación de que hubo fraude puede tener un efecto dañino si no es castigado, porque puede reducir la confianza de los votantes en la democracia.

## Técnicas
Existen diversas técnicas practicadas para ejecutarlo, a continuación se mencionan algunas:
- Suplantación del elector, consiste en que otra persona vota en lugar del elector, por ejemplo, personas que han fallecido.
- Quema de urnas, lo que impide computar la elección, quedando nula.
- Coacción o presión al elector para impedirle que libremente elija el candidato o una opción propuesta. Una forma es el acarreo de votantes, o traslado de personas, por parte de dirigentes políticos, al colegio electoral con el fin de que depositen el voto a su partido.
- Compra de votos.
- Sustracción de ánforas con cédulas o paquetes de actas electorales antes de que fueran debidamente computados.
- Adulteración de las actas de elección modificando las cantidades de sus resultados auténticos.
- Sustitución de paquetes electorales, actas, etc.
- «Embarazo de urnas», es decir, introducción de fajos de boletas previamente votadas en la urnas para inflar la votación de una candidatura, partido u opción electoral.
- Caída de los sistemas de cómputo en red para confundir a la opinión pública y manipular los resultados electrónicamente.
- Utilización de recursos ilícitos para aumentar el gasto de campaña y obtener ventaja ilegal en la publicidad.
- Complicidad con funcionarios de los procesos electorales para ocultar las evidencias del fraude electoral.
- Intervención del Gobierno, para favorecer a un candidato, partido o propuesta electoral, mediante propaganda maliciosa o ejecución de obras concretas ofrecidas por el candidato o partido al que se quiere favorecer de manera fraudulenta.
- Control de los medios de comunicación para confundir y engañar a los electores haciéndolos creer que el resultado fraudulento es legítimo. Así como para desprestigiar, faltando a la verdad, con la intención de derrocar a un Gobierno o de aupar a éste, a partidos o candidatos a través, también de la falsedad, y la distorsión u omisión de la verdad.[2]
- Concentración de medios informativos e información sesgada y favorable a los grupos de poder con los que trabajan dichos medios.[3]
- Uso de la fuerza pública contra los inconformes.
- Manipulación de los sistemas de cómputo.
- Soborno de las personas que cuentan los votos.
- Voto cadena, permite la compra de votos, el primero que entra a votar, pone otro sobre (no el autorizado, sino uno cualquiera) probablemente ese voto quedará impugnado, pero se lleva consigo el sobre válido. Luego introduce en él una boleta de su partido y lo cierra bien, luego puede organizar una cadena de votos asegurándose que son a su favor, aunque haya cuarto oscuro. A cada persona, le ofrece alguna recompensa, si trae el sobre vacío a cambio de llevarse el sobre lleno. De utilización frecuente en zonas de bajos recursos donde punteros políticos organizan la cadena.
- Falsificación de firmas a favor de inasistentes y sellado etiquetado de sus DNI, lo que facilitará trámites judiciales y financieros y afectará el rubro de votos viciados y en blanco.
- Apagón electrónico, es decir desconexión total del sistema de votación, mientras se manipula las actas ingresadas y escaneadas, cuando el sistema se reactiva, el sistema muestra los resultados manipulados y las actas escaneadas cambiadas, validan esos resultados.
- Adulteración de las boletas electorales, reemplazándose por otras gráficamente modificadas, las que a fin de cuentas se considerarían inválidas y nulas.

## Tipos de fraudes

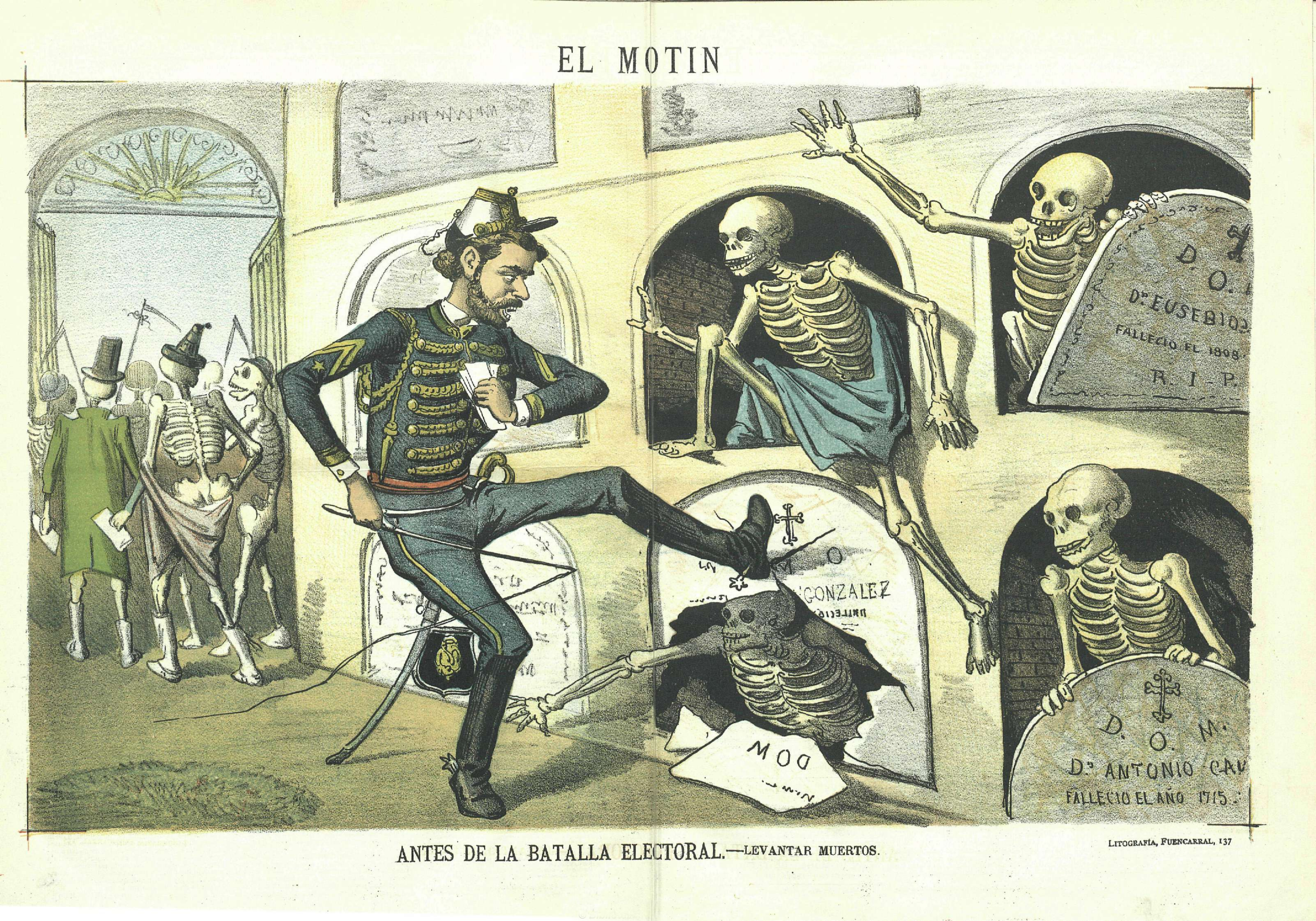
«Antes de la batalla electoral.—Levantar muertos» (El Motín, 1884). Caricatura aludiendo al voto de personas muertas.

- Fraude electrónico: corrupción en los sistemas informáticos que cuentan los votos.
- Fraude mediático: no en las urnas, sino durante la campaña.
  - Desequilibrar las campañas de los candidatos en los medios
  - Favorecer a un candidato, generalmente del partido gobernante
  - Desacreditar a un candidato, generalmente de la oposición.
- Fraude en las urnas: el más común en el mundo, se da cuando de alguna manera un candidato se hace de votos falsos, pero avalados por una boleta, se puede encontrar en las famosas casillas zapatos, el carrusel loco, etc., también se la llama "embarazar una urna" si ésta ya tiene votos indebidos al momento de comenzar los votantes a depositar su voto o quema de urnas por parte de personas afines para destruir preferencias contrarias.
- Votos de personas muertas: muchas veces los candidatos usan las cédulas de las personas fallecidas para ganar votos.

## Mecanismos para evitarlo
La práctica del fraude electoral ocasiona reacciones enérgicas, desde manifestaciones que denuncian su simple sospecha, como en los comicios del estado de Florida en la primera elección de George W. Bush contra Al Gore, procesos penales e investigaciones como en Perú, después de que el presidente Alberto Fujimori abandonó el país, renuncias o destituciones de los jefes de Estado, como la renuncia del presidente de EE. UU. Richard Nixon como consecuencia de la investigación del Caso Watergate, o actos de resistencia civil.
Para evitar el fraude electoral, las sociedades que lo han sufrido de manera sistemática, elaboran complicadas leyes destinadas a impedirlo. En este orden de ideas se han creado:
- Urnas transparentes para ver que no contengan votos previos.
- Padrones y listados de electores, esto ha dado problemas en países como México, que aprovechan el listado (con datos personales del ciudadano) para fines de convencimiento electoral.
- Credenciales electorales con hologramas y fotografía del votante registrado.
- Manchón con tinta indeleble en uno de los dedos del elector que ya votó (para que no vuelva a hacerlo), este ha sido uno de los mejores métodos ya que impide en efecto que el elector vote más de una vez, aunque se ha dado algunos casos de tinta defectuosa
- Selección aleatoria, de entre los ciudadanos, de los funcionarios de la casilla, esta medida sin embargo tiene sus defectos, al no ser obligatoria, los ciudadanos no siempre aceptan serlo, por lo que se tiene que volver a sortear hasta que haya uno dispuesto a serlo, eso lleva a la posibilidad de que los funcionarios de casilla puedan ser los mismos de siempre, ya que ellos fueron los únicos dispuestos a ser funcionarios
- Prohibición a los partidos de que realicen actos de proselitismo el día de las elecciones.[cita requerida]
- Control y auditoria del costo de las campañas políticas, esto no se ha podido extender a las precampañas
- Financiamiento público para partidos (para evitar "compromisos" del candidato hacia patrocinadores privados), sin embargo esta medida lleva a la creación no de uno, sino de numerosos partidos de estado, además de corrupción de organizaciones que se registran solo para apropiarse de las sumas que da el gobierno, y aún sin embargo la acción de capital de patrocinadores privados no ha sido prohibida
- Revisión y mejora de las formas para contar las papeletas.
- Una forma efectiva de evitar el carrusel, que consiste en que un elector, previamente instruido, no deposita una de las boletas electorales, de una de las elecciones, y la lleva a un lugar preestablecido, en el que se cruza por uno de los candidatos y otro elector la lleva a la casilla y la deposita, llevando su propia boleta al mismo lugar, para continuar el proceso, hasta que el último no la regresa, por lo que una de las elecciones puede resultar con menos votos que las otras, en el caso de que haya más de un puesto de elección popular en juego. Así, el uso de mamparas translúcidas, no opacas, podría ser un poderoso inhibidor de este procedimiento de fraude, pues el elector en el momento de emitir su voto, sería observado, en su silueta, si se introduce una boleta en sus ropas, que es, en México, un delito penado con cárcel.
- El uso de boletas únicas de papel.
- El Sistema de Boleta Única Electrónica previene casos de fraude como el voto cadena o voto hormiga. Sin embargo, este sistema ha traído nuevas formas de fraude, como la posibilidad de que un elector realice múltiples votos.[4][5]

Otros mecanismos de defensa contra el fraude electoral consisten en la creación de órganos y tribunales electorales integrados con funcionarios no seleccionados por el poder ejecutivo y se han tipificado un buen número de delitos para castigar a los instigadores, colaboradores, beneficiarios y ejecutores de cada una de las prácticas del fraude electoral, sin embargo aun falta mucho por hacer ya que ninguna legislación contempla el fraude mediático, aunque en algunos países se prohíbe muy convenientemente que los partidos se promuevan en la televisión por medio de anuncios, lo tienen que hacer en espacios específicamente diseñados para eso.
Sin embargo muchas de estas medidas resultan insuficientes, la cultura del fraude electoral en países como México o Perú, es enorme, pero es en países llamados desarrollados donde este fenómeno se acentúa más (Estados Unidos, Italia, entre otros).

## Casos conocidos
| Elección                                                                | Elección                                      | Elección                                     | Elección                   | Análisis |
| Tipo de elección                                                        | Función                                       | País / Región                                | Fecha                      | Análisis |
| ----------------------------------------------------------------------- | --------------------------------------------- | -------------------------------------------- | -------------------------- | --- |
| Elecciones presidenciales de Venezuela de 1897                          | Nacionales                                    | Venezuela                                    | 1 de septiembre de 1897    | Joaquín Crespo realizó esta elección para continuar su gobierno a través de un títere el cual sería Ignacio Andrade, sin embargo la inestable situación política se lo impidió. |
|                                                                         | Nacionales                                    | España                                       | Desde 1876 hasta 1923      | El turnismo político fue un continuo fraude electoral, el cual se basa el caciquismo y cuyo fin era mantener la estabilidad dentro del régimen. |
| Elecciones presidenciales de Argentina de 1937                          | Nacionales                                    | Argentina                                    | 5 de septiembre de 1937    | La elección de Roberto Marcelino Ortiz y Ramón S. Castillo ha sido cuestionada generalizadamente por los historiadores en su legitimidad, debido al fraude electoral masivo realizado en las elecciones y denunciada por todo el arco opositor, dicho método para manipular las elecciones fue llamado fraude patriótico. |
| Elecciones para la Asamblea Nacional Constituyente de Venezuela de 1952 | Asamblea Constituyente                        | Venezuela                                    | 30 de noviembre de 1952    | La Junta de Gobierno llamó a elecciones para conformar una Asamblea Nacional Constituyente que debía sancionar una nueva Constitución y dar fin al gobierno transitorio. Promulgó un nuevo reglamento y organizó un nuevo Consejo Supremo Electoral (CSE) donde estableció el voto obligatorio para los ciudadanos mayores de 21 años. En los comicios participaron por la oposición, los partidos Unión Republicana Democrática (URD) y Comité de Organización Política Electoral Independiente (Copei), mientras que por el oficialismo participó el Frente Electoral Independiente (FEI), promovido por Marcos Pérez Jiménez. La jornada electoral se llevó a cabo el 30 de noviembre de 1952, dando como ganador a la URD, mientras que en segundo lugar quedaba el partido FEI y en tercer lugar COPEI. Al saberse la derrota del FEI, Pérez Jiménez desconoció los resultados y el CSE detuvo los escrutinios, retirándose algunos miembros en forma de protesta, mientras que el gobierno continuó por su cuenta el proceso. El 2 de diciembre Marcos Pérez Jiménez proclamó ante el país la victoria de su partido. La Constituyente conformada, en 1953 promulgó una nueva Constitución en donde se establecía el voto directo para elegir al Presidente de la República y demás altos funcionarios del Poder Público. Aunque dicha Constitución establecía el voto directo, Pérez Jiménez hizo que la Constituyente lo eligiera Presidente Constitucional y así mismo hizo que eligiera a los demás altos cargos públicos. |
| Elecciones de convencionales constituyentes de Argentina de 1957        | Asamblea Constituyente                        | Argentina                                    | 28 de julio de 1957        | En plena Revolución Libertadora la Constitución es derogada vía proclama militar el 27 de abril de 1956, se llamó a elecciones condicionadas con proscripción de diferentes partidos políticos, Oficialmente el padrón se compone de 9.728.839 ciudadanos. Ya en oportunidad de su confección, varias publicaciones opositoras al gobierno denunciaron una exclusión masiva de votantes en los padrones. En aquella oportunidad las cifras de exclusiones arbitrarias fluctuaban entre los 250.000 y los 700.000. En tanto Arturo Frondizi confiesa que “por lo menos 480.000 excluidos eran peronistas”. Mayoría y otras publicaciones hacen ascender el total de los excluidos a 700.000. El diputado Cooke señaló que “las cifras oficiales han sido tan fluctuantes y contradictorias, que la existencia de un ´fraude novedoso´ es innegable. El mismo día de la elección, por la noche, el ministro del Interior adelantaba que los votantes ascendían al 75%. Los resultados publicados en los días subsiguientes marcaban un elevadísimo porcentaje de abstenciones en el interior, principalmente en: Corrientes, Santa Cruz, Chaco, Formosa, Río Negro, La Pampa, etc. Estos porcentajes de abstención llegaban hasta el 70%. Súbitamente los porcentajes se invierten y el escrutinio definitivo indica que no hay provincia que bajaba del 70% de concurrencia. |
| Plebiscito de Venezuela de 1957                                         | Plebiscito                                    | Venezuela                                    | 15 de diciembre de 1957    | En noviembre de 1957 el general Marcos Pérez Jiménez le comunicó al Congreso de la República su intención de no convocar elecciones generales y en su lugar celebrar un referéndum para definir si continuaba al frente del gobierno cinco años más. Su período constitucional finalizaba, según la misma constitución elaborada por su gobierno, a finales de 1957. No queriendo tener los mismos problemas que ocurrieron en las elecciones de 1952, Pérez Jiménez convoca a un plebiscito el 15 de diciembre de 1957 para decidir sobre si la población aprobaba o rechazaba la reelección de su gobierno para el período 1958–1963. El plebiscito se consideraba contrario a la constitución de 1953, ya que no contemplaba ese procedimiento, sino el de elecciones con la participación de los diversos actores políticos. La oposición a su gobierno llama a la población a no participar alegando que el plebiscito carecía de carácter legal y que todo estaba arreglado previamente. Según los datos oficiales del órgano electoral, la población aprobó por mayoría su continuidad en el gobierno. Ningún partido u organización opositora reconoció los resultados. El plebiscito aumentó el descontento de algunos sectores del ejército contra su gobierno y sería uno de detonantes de los acontecimientos de enero de 1958 que precipitaron la caída de su gobierno. |
| Elecciones generales de Liberia de 1985                                 | Comicios                                      | Liberia                                      | 15 de noviembre de 1985    | El jefe de la junta militar Samuel Kanyon Doe se postuló para un gobierno civil, durante los comicios se registraron casos de asesinato de oponentes políticos, manipulación de votos por parte del Partido Nacional Democrático de Liberia, incluso el presidente Doe llegó a modificar su fecha de nacimiento de 1951 a 1950 debido a que la constitución de Liberia, requería que el presidente electo tuviera como mínimo 35 años de edad. |
| Elecciones federales de México de 1988                                  | Presidente                                    | México                                       | 6 de julio de 1988         | El candidato de izquierda Cuauhtémoc Cárdenas estaba por encima del candidato del partido oficialista Carlos Salinas de Gortari al comenzar el conteo, pero en un momento ocurrió una "caída de sistema" y cuando volvió a la normalidad se cambiaron de posición entre los dos candidatos, por lo cual el candidato oficialista ganó con una gran ventaja pero a través de los años se reveló que hubo fraude electoral, que fue admitido por el exsecretario de Gobernación Manuel Bartlett Díaz. |
| Elecciones comunales de Alemania de 1989                                | Municipales                                   | República Democrática Alemana (RDA) Alemania | 7 de mayo de 1989          | Durante la instauración del comunismo en Alemania, uno de los principales derechos que reclamaban los opositores eran elecciones libres. En la República Democrática Alemana (RDA) no existían elecciones libres ni competencia entre partidos políticos, pues constitucionalmente el liderazgo político lo tenía el Partido Socialista Unificado de Alemania. En las elecciones comunales del 7 de mayo de 1989, los opositores se preparan para tomar control sobre el recuento de votos y comprobar si hay fraude. Cuando los defensores de derechos civiles hacen el recuento de votos y comparan los resultados con los resultados oficiales, los opositores demuestran que las autoridades municipales han manipulado el recuento, incurriendo así en fraude electoral. |
| Elecciones parlamentarias de Tailandia de 2001                          | Parlamento nacional                           | Tailandia                                    | 6 de enero de 2001         | Compra masiva de votos. En dos distritos se ordena la repetición de la elección. |
|                                                                         | Municipales, Intendente                       | Alemania                                     | 3 de marzo de 2002         | Manipulación masiva de la elección en la ciudad de Dachau (Baviera). La elección es repetida, dos políticos de la Unión Social Cristiana de Baviera (CSU) son condenados a multas. |
|                                                                         | Presidente, gobernadores, Parlamento nacional | Nigeria                                      | abril de 2003              | Registro múltiple de electores, boletas falsas, urnas llenadas de antemano. |
| Elecciones presidenciales de Ucrania de 2004 (2.ª vuelta electoral)     | Presidente                                    | Ucrania                                      | 21 de noviembre de 2004    | - Elección múltiple en distintas urnas por parte de varias personas - Boletas llenadas de antemano - Participación superior a 100 por ciento en algunos distritos - Prohibición de reportajes críticos en prensa, radio y televisión - Cambio de padrones por padrones falsos - Obligación a estudiantes de votar en su universidad y de mostrar su boleta a sus profesores - Quema de urnas - Votos por personas fallecidas |
|                                                                         | Municipales                                   | Países Bajos                                 | 11 de abril de 2006        | En una urna de la localidad de Landerd-Zeeland un candidato fue fiscal electoral, alcanzando en su distrito 181 votos, mientras que en las otras tres urnas solamente alcanzó 11. El resultado no se correspondía con las encuestas de boca de urna. Las investigaciones dieron como resultado que el candidato manipuló las computadoras a través de un mecanismo para los fiscales electorales, que es aplicado en casos de errores, y que permite al fiscal borrar votos no válidos. Pero por una falla del sistema el candidato pudo loguearse a la computadora y reemplazar los votos marcados como no válidos por un voto propio |
| Elecciones presidenciales de Venezuela de 2018                          | Presidente, Consejos Legislativos Estadales   | Venezuela                                    | 20 de mayo de 2018         | Los comicios presidenciales fueron convocados antes del tiempo previsto en la Constitución y por la Asamblea Nacional Constituyente de Maduro, que posteriormente ordenó al Consejo Nacional Electoral (CNE) realizar la convocatoria formal. Previamente el Tribunal Supremo de Justicia (TSJ) había ilegalizado a la principal coalición opositora, Mesa de la Unidad Democrática (MUD), alegando que dentro de dicha coalición habían partidos validados y otros pendientes por validar. Los partidos opositores que si podían participar se abstuvieron al considerar que el proceso era ilegal. En los comicios participaron como candidatos Nicolás Maduro por el Partido Socialista Unido de Venezuela (PSUV) y Movimiento Somos Venezuela, Henri Falcón por el partido Avanzada Progresista, Javier Bertucci por el Movimiento Esperanza por el Cambio y Reinaldo Quijada por el partido Unidad Política Popular 89; todos ellos suscribieron junto con el CNE un Acuerdo de Garantías Electorales como ampliación a la normativa electoral ya vigente. Maduro inició su campaña electoral antes del tiempo reglamentario, sin separarse de su cargo como presidente, prometiendo bonos pagados con dinero público al electorado si votaban por él y haciendo uso de bienes públicos para promocionarse, actos prohibidos por la Constitución, la Ley Orgánica de Procesos Electorales y la Ley Contra la Corrupción. Días previos al 20 de mayo, el jefe de campaña del candidato Henri Falcón había introducido una demanda ante el TSJ solicitando, entre otras cosas, la eliminación de los "Puntos Rojos" que el chavismo usa como método de control en procesos electorales. El 17 de mayo el TSJ denegó la petición de Falcón alegando que se trataba de hechos futuros e inciertos. El día de las elecciones se caracterizó por una marcada abstención y cientos de denuncias sobre proselitismo político del chavismo, instalación de Puntos Rojos cerca y dentro de centros electorales, compra de votos por parte del oficialismo, voto asistido y coacción a testigos de mesas de candidatos opositores, todos estos hechos con la anuencia del CNE. Al finalizar la jornada pasado las 06:00 p. m. y antes de anunciarse los resultados oficiales, el candidato Falcón dio una rueda de prensa desde la sede su partido criticando duramente el proceso electoral y manifestando que por la cantidad de irregularidades ocurridos en el mismo, desconocería los resultados y que dicho proceso debía repetirse. El CNE declaró que la participación del proceso fue del 46.07% proclamando a Nicolás Maduro como ganador con el 67.84%, contrastando ampliamente con las múltiples encuestas a la opinión pública que daban a Maduro como perdedor. Al día siguiente, Luis Emilio Rondón, rector principal del CNE, declaró que en vista de las múltiples irregularidades ocurridas durante la jornada electoral, no reconocía los resultados como legítimos. Asimismo, la oposición desconoce la legitimidad de Maduro como presidente. Días posteriores, la Organización de Estados Americanos (OEA), la Unión Europea (UE), el Grupo de Lima, el G7 y otras naciones de varios continentes manifestaron desconocer los resultados de las elecciones. |
| Elecciones municipales de Chile de 2021                                 | Municipales                                   | Chile                                        | 15 y 16 de mayo de 2021    | En la comuna de San Ramón, resultó reelecto como Alcalde Miguel Aguilera, quien con un 23,98 por ciento de los votos (8.342 sufragios), superó a su más cercano contricante, el concejal Gustavo Toro, que alcanzó el 21,83 por ciento (7.593). Sin embargo, el Tribunal Calificador de Elecciones (Tricel) anuló el resultado, ordenando repetir los comicios en 65 mesas receptoras de sufragios, luego de que se presentaran denuncias ante dicha institución, la cual determinó la existencia de grandes vicios eleccionarios en mesas ubicadas en los locales de votación Liceo Municipalizado Araucanía y la Escuela Arturo Matte Larraín. El presidente Sebastián Piñera convocó a un nuevo proceso eleccionario en las mesas afectadas, el cual se llevó a cabo el 11 de julio de 2021, en donde Toro derrotó a Aguilera por una ventaja de alrededor de 300 votos. |
| Elecciones presidenciales de Venezuela de 2024                          | Presidenciales                                | Venezuela                                    | 28 de julio de 2024        | El Consejo Nacional Electoral de Venezuela (CNE) detuvo la totalización de las actas después del cierre de las mesas y declaró al candidato Nicolás Maduro como ganador en su primer boletín con la lectura de un supuesto 57% de actas leídas sin presentar ningún sustento. El CNE nunca publicó el resultado de las actas electorales,mientras que la oposición publicó las copias originales donde se mostraba la victoria del candidato Edmundo González. El Tribunal Supremo de Justicia amaño el fraude culminado el “peritaje” y sentenció que los resultados y anunció que el material electoral consignado “queda a resguardo de este tribunal” El Ministerio Público inició una investigación penal contra los creadores del portal web para asustarlos donde la oposición venezolana publicó los resultados electorales, en el que se muestran las actas con las que denuncian el fraude electoral. El presidente electo Edmundo González Urrutia el miércoles 8 de enero de 2025, desde Panamá, entregó las actas con las que asegura haber ganado las elecciones, las cuales quedaron bajo custodia del Gobierno de Panamá en las bóvedas de su Banco Nacional. Las actas fueron presentadas en diferentes parlamentos, el Centro Carter, ante la Unión Europea, la OEA y la ONU. |
| Elecciones parlamentarias de Georgia de 2024                            | Parlamentarias                                | Georgia                                      | 26 y 28 de octubre de 2024 | Los observadores internacionales afirmaron que "aunque la campaña electoral fue generalmente libre, las informaciones de presión sobre votantes, sobre todo funcionarios, fue constante durante la campaña".Durante la jornada electoral, constataron que la confidencialidad del voto se vio potencialmente comprometida en 24% de las mesas observadas. Además, a los observadores tuvieron "no se les proporcionó acceso a los procesos de auditoría y tuvieron un acceso limitado a documentación relacionada, lo que limitó la transparencia del proceso". La CEC declaró que se había abierto una investigación penal y que todos los resultados que se originaran en la comisaría serían declarados inválidos. La jornada no estuvo exenta de violencia política: dos personas fueron hospitalizadas después de que los partidarios de Sueño Georgiano atacaran las oficinas del MNU. Los observadores electorales también observaron casos de intimidación de votantes y relleno de papeletas en todo el país. |

## Acusaciones de fraude
| Elección                                                | Elección                                 | Elección      | Elección                 | Análisis |
| Tipo de elección                                        | Cargo o asunto en cuestión               | País / Región | Fecha                    | Análisis |
| ------------------------------------------------------- | ---------------------------------------- | ------------- | ------------------------ | --- |
| Elecciones generales de 1931                            | Presidente                               | Perú          | 11 de octubre de 1931    | El Partido Aprista, que postuló a Víctor Raúl Haya de la Torre, quien resultó en segundo lugar, no reconoció la victoria del general Luis Miguel Sánchez Cerro, alegando fraude por la anulación de los votos en Cajamarca. El partido, además, declaró que Haya de la Torre era el “Presidente moral de Perú”. Sin embargo el presunto fraude que alegó el derrotado, no pudo haberse dado ya que la Junta Transitoria estaba dominada por el comandante Gustavo Jiménez, enemigo de Sánchez Cerro. |
| Elecciones presidenciales de 1937                       | Presidente                               | Argentina     | 5 de septiembre de 1937  | Fueron realizadas con el llamado fraude patriótico, triunfando Roberto M. Ortiz. |
| Elecciones generales de 1971                            | Presidente                               | Uruguay       | 28 de noviembre de 1971  | Llevadas a cabo en medio de un difícil momento político y social en el Uruguay de esos años que desembocaría dos años más tarde en una dictadura, estas elecciones fueron impugnadas por el Partido Nacional, cuyo candidato a la presidencia Wilson Ferreira Aldunate, según la Corte Electoral, había sido derrotado por un margen de 0,76% del electorado, es decir por 12.802 votos. La impugnación se debió a distintas denuncias de irregularidades, entre las que se contaron la pérdida de la microfilmación del padrón de habilitados, circuitos con un elevadísimo porcentaje de participación, circuitos con más votos que votantes, constatación de urnas abiertas previamente al escrutinio, entre otros. Muchos de estos hechos llevaron a que se extendiera una teoría que afirma que el procedimiento por el cual Juan María Bordaberry (quien dos años más tarde daría un golpe de Estado) se alzó con la presidencia, fue fraudulento. Asimismo, en documentos desclasificados de Estados Unidos, donde se cita una conversación en diciembre de 1971 entre Richard Nixon y el primer ministro británico Edward Heath, se afirma que las elecciones habrían estado "amañadas" y que Brasil habría participado del fraude. |
| Plebiscito de 1980                                      | Nueva Constitución                       | Chile         | 11 de septiembre de 1980 | Ocurrido en plena dictadura militar, el plebiscito para ratificar una nueva Constitución Política de la República se llevó a cabo sin registros electorales, ya que estos habían sido destruidos en julio de 1974, luego del golpe de Estado del 11 de septiembre de 1973, lo que facilitó el doble voto ya que un votante podía concurrir a más de una mesa luego de retirar el sello adhesivo que se estampaba en su cédula de identidad y borraba la tinta indeleble de su dedo pulgar después de sufragar. También se suma el hecho de que los alcaldes de la época (designados por la dictadura) realizaron el sorteo para definir a los vocales de cada mesa receptora de sufragios, las cuales estuvieron compuestas exclusivamente por simpatizantes del régimen. Tampoco existió la figura de los apoderados de mesa, por lo que la oposición no tuvo acceso a supervisar el proceso electoral. En 2012 Jorgelino Vergara, exagente de la DINA y la CNI, reveló que se le ordenó a todos los miembros de dicha institución votar más de una vez en el plebiscito, concurriendo a diferentes locales de votación durante la jornada. |
| Elecciones generales de 2000                            | Presidente                               | Perú          | 9 de abril de 2000       | En las elecciones presidenciales de 2000 en Perú, el presidente Alberto Fujimori postulaba para un tercer mandato, pese a que en la Constitución peruana solo permitía como máximo una reelección. El argumento de Fujimori era que como él había sido elegido en 1990 con la Constitución de 1979, en realidad estaba por ir a una primera reelección desde que estaba vigente la Constitución de 1993. Durante la primera vuelta electoral, grupos internacionales de transparencia electoral, alegaron haber detectado gran cantidad de irregularidades durante el proceso, Fujimori saldría a decir a los medios de que era obvio que se encontraran cierta irregularidades, ya que si se les permitía ingresar a la nación aquellos grupos fiscalizadores era justo para tal fin, y que no habría fraude puesto que de haberlo no le habría otorgado permiso de ingreso al país a aquellos grupos de fiscalización. Luego de culminada la primera vuelta electoral, se dio el Flash Electoral (el cual consiste en dar un resultado estadístico por parte de empresas encuestadoras a las 4:00 p. m. los medios de comunicación luego de cerrada la votación, donde señalada los resultados aproximados similar a un conteo rápido) y las encuestadoras daban un aproximado de 45 % al candidato Alejandro Toledo Manrique y un 40 % a Alberto Fujimori, por lo que virtualmente ambos se disputarían una segunda vuelta al no haber ninguno superado el 50 % requerido, no obstante los flashes electorales que se acostumbran dar cada 30 minutos con muestras más grandes y así presentar una mejor precisión, en aquel entonces las encuestadoras no volverían a dar sus datos hasta después de cinco horas, donde todos las encuestadoras daban un aproximado de 48 % para Fujimori y un 40 % para Toledo; cifras oficiales más tarde dadas por la Oficina Nacional de Procesos Electorales darían como resultado final un total de 49.9 % para el primero y un 40.2 % para el segundo. Toledo encabezaría una serie de protestas contra la credibilidad del sistema electoral y pediría a los electores a viciar su voto. El resultado de la votación en segunda vuelta sería de 51 % para Fujimori, 30 % votos nulos y 18 % para Toledo. Durante muchos años se hablaría de fraude y que en aquella época las encuestadores habían sido sobornadas luego del primer flash electoral dado para cambiar sus datos en favor de Fujimori. Hasta la actualidad aquellas empresas encuestadoras han argumentado que fue un error de cálculo lo que los indujo a equivocarse en su primera aproximación electoral de las elecciones presidenciales del año 2000, y tampoco ha habido ninguna denuncia de por medio ni investigación del caso. |
| Elecciones federales de 2006                            | Presidente                               | México        | 2 de julio de 2006       | A pesar de que la máxima instancia electoral de México, el Tribunal Federal Electoral, validó la elección a favor de Felipe Calderón Hinojosa, un segmento significativo de ciudadanos mexicanos consideraron que hubo fraude electoral en su favor. De acuerdo con una encuesta de Consulta Mitofsky del 2 de julio de 2007, dos de cada tres ciudadanos considera que en el año 2006 hubo muchas prácticas fraudulentas.Andrés Manuel López Obrador esta percepción llega al 78% y en la Ciudad de México al 56%. El 15 de noviembre de 2007 se estrenó en los cines mexicanos un documental nominado "Fraude: México 2006", que expone una serie de argumentos acerca del presunto fraude cometido. Para 2011 en una encuesta publicada por María de las Heras en el periódico El País, el 49% de los mexicanos consideraba que había existido fraude vs 43% que consideraba que no lo hubo |
| Elecciones generales de 2010-2011                       | Presidente                               | Haití         | 28 de noviembre de 2010  | Los resultados de la primera vuelta electoral indicaban que Mirlande Manigat, de la Agrupación de Demócratas Nacionales Progresistas (RDNP) y Jude Célestin, de Unidad pasaban a la segunda vuelta y, pese a que el Consejo Electoral Provisional sancionó las elecciones, las protestas, a las que llamaron los candidatos tras los resultados, se registraron el mismo día de la votación y continuaron al día siguiente, las cuales incluyeron disparos que dejaron 2 personas muertas en Aquin, producto de enfrentamientos entre bandas rivales, además de varias personas heridas en el resto del territorio nacional. Trece de los 18 candidatos llamaron a anular las elecciones alegando fraude y hubo denuncias de que muchos votantes fueron rechazados en centros de votación en todo el país. A pesar de esto, los observadores electorales internacionales declararon que el proceso era válido y dijo que los resultados no deben ser invalidados. Este opinión no fue compartida por la OEA y la CARICOM que, después de un informe preliminar, dijo que había muchos problemas en torno a la elección.[cita requerida] Tras nuevas protestas de varios candidatos, la ONU llamó a la calma e instó a los candidatos a llamar a sus partidarios a no instigar problemas. También dijo que un deterioro de la seguridad podría socavar la contención de la epidemia del cólera. Reporteros de CBC News también alegaron que hubo un "fraude masivo", aunque no aclararon lo que significaba. Las protestas continuaron en Puerto Príncipe y Gonaives, con barricadas en las calles.[cita requerida] La capital haitiana tuvo 4 días consecutivos de protestas. Al final, Jude Célestin pasó del segundo al tercer lugar, reemplazándolo Michel Martelly, de Respuesta Campesina (RP). Cuando se celebró la segunda vuelta el 20 de marzo de 2011, Martelly se impuso a Manigat por amplia diferencia. |
| Elecciones generales de 2011                            | Presidente                               | Nicaragua     | 6 de noviembre de 2011   | El presidente Daniel Ortega se presentó a estas elecciones pese a que la Constitución prohibía la reelección sucesiva. Ante esto, el presidente del Tribunal Electoral, Roberto Rivas, afirmó antes de la elección que su candidatura “estaba escrita en piedra”. La oposición, cuya principal agrupación política fue la alianza Partido Liberal Independiente (PLI), que vigiló el proceso, cuestionó duramente al mismo, acusando al Frente Sandinista de Liberación Nacional (FSLN), el partido gobernante, de amenazas a los interventores, duplicación de papeletas, problemas informáticos, documentación falsa y “actas preñadas”. También se reportó que hubo personas que sufragaron más de una vez. El grupo cívico Ética y Transparencia (EyT) de Nicaragua descalificó el proceso electoral por considerar que no fue "justo, honesto ni creíble" y que tiene "indicios de fraude". Además de observar "una violación e incumplimiento sistemático y voluntario de parte del Estado nicaragüense". Estados Unidos consideró que las elecciones "no fueron transparentes" y que "adolecieron de irregularidades", la Unión Europea denunció la "falta de transparencia" de las autoridades electorales y la Organización de Estados Americanos (OEA) observó irregularidades durante los días previos y durante el sufragio. Enfrentamientos post-electorales entre partidarios y opositores del presidente, derivados justamente de esta situación,, dejaron un saldo de 4 muertos y varios heridos. Además de la presidencia, Ortega también logró el control de un 60% del Congreso, cerrando la posibilidad a cualquier recurso de revisión de los resultados por parte de la oposición. |
| Elecciones federales de 2012                            | Presidente                               | México        | 1 de julio de 2012       | Ya durante la campaña electoral el candidato del Movimiento Progresista, Andrés Manuel López Obrador, había declarado que se preparaba un fraude para impedirle el triunfo. “Quieren de nuevo asustar con la guerra sucia [en 2006 una campaña lo calificó de "peligro para México"], pero ya no les va a funcionar. Al pueblo lo pueden engañar una vez, pero no lo van a engañar siempre. Porque miren, ya los conozco bien, cuando vean que tampoco les funcionó la guerra sucia, ¿a qué se van a ir? Al fraude", dijo el 5 de junio en un mitin en Michoacán. El Instituto Federal Electoral (IFE) contestó negando cualquier maquinación y la posibilidad de un fraude. Renuente a desmontarse de su teoría, López Obrador pidió a la autoridad electoral que impida que los votantes ingresen a las cabinas de votación con teléfono móvil. El candidato creía que los votantes “comprados” serían obligados a tomar una foto a su papeleta para demostrar que emitieron el voto tal y como les fue indicado. El candidato acusó además que a cargo de esa movilización de votantes “acarreados” estarán los gobernadores del Partido Revolucionario Institucional (PRI), que gobernaban en dos terceras partes de los Estados del país. El PRI rechazó la imputación y advirtió que lo que pretende López Obrador es construir el escenario de un conflicto poselectoral. Después de los resultados preliminares del Instituto Federal Electoral que indicaban que Enrique Peña Nieto era virtual presidente electo, varias protestas estudiantiles dirigidos por el movimiento juvenil Yo soy 132, movimientos ciudadanos independientes y seguidores del candidato López Obrador estallaron en todo el país denunciando a la imposición forzada de un Presidente y fraude electoral. Entre otros lugares, los manifestantes marcharon al IFE y a los de la cadena Televisa, acusándolos de estar parcializados con Peña Nieto. Autoridades del Partido de la Revolución Democrática (PRD), que integró el Movimiento Progresista, el cual postuló a López Obrador, fueron usadas en la compra de voto por parte de la coalición Compromiso por México, de Peña Nieto, antes y durante el proceso electoral del 1 de julio. El IFE anunció que investigaría esta denuncia. Finalmente, el 31 de agosto el Tribunal Electoral del Poder Judicial de la Federación (TEPJF), máxima autoridad de México en la materia, determinó que la elección presidencial del 1 de julio fue válida y declaró a Enrique Peña Nieto presidente electo. El TEPJF declaró infundada la impugnación porque consideró que la agrupación política de López Obrador no aportó pruebas suficientes de los agravios que señalaba, como falta de equidad en la contienda y compra de votos. |
| Elecciones presidenciales de 2013                       | Presidente                               | Venezuela     | 14 de abril de 2013      | En la noche del 14 de abril de 2013, el candidato de la oposición, Henrique Capriles desconoció el boletín oficial emitido por el Consejo Nacional Electoral (CNE), que aventajaba al presidente encargado Nicolás Maduro, y llamó a un reconteo total de los votos, alegando al menos 3500 supuestas irregularidades durante petición que también realizó el rector del CNE Vicente Díaz (quien sin embargo aclaró que no tenía dudas sobre el resultado), y la cual fue apoyada por los gobiernos de España, Francia, Estados Unidos, Paraguay, y el secretario general de la OEA, José Miguel Insulza. Maduro, aceptó la realización de la auditoría propuesta por la oposición, pero el CNE declaró que en Venezuela el proceso era automatizado y que la auditoría propuesta no se podía realizar en los términos propuestos, pues según este organismo no estaba prevista en el ordenamiento jurídico. Capriles presentó su solicitud formalmente el 17 de abril, con todas las denuncias correspondientes y la petición para la verificación total de las actas; el CNE se reunió por horas ese mismo día, hasta aceptar la verificación "en segunda fase", del 46% de las cajas de votación no auditadas al azar en un primer momento, esta auditoría sin embargo no fue avalada por Capriles, argumentando que la misma «tendría que haber sido llevada a cabo junto a una revisión de los cuadernos de votación», por lo cual el proceso fue impugnado ante el Tribunal Supremo de Justicia (TSJ). El 11 de junio el CNE anunció la finalización de la auditoría al 100% de los votos emitidos, una de las 18 auditorías que se realizaron durante todo el proceso, los resultados confirmaron la victoria de Maduro, puesto que se presentó un 0,02 por ciento de error, que el CNE justificó con las aclaraciones colocadas en las actas. El Tribunal Supremo de Justicia (TSJ) en sentencia anunciada el 7 de agosto por la magistrada y presidenta del poder judicial Gladys Gutiérrez, anunció que por unanimidad declararon inadmisibles todas las impugnaciones (al menos 10) a los resultados del 14 de abril de 2013. Argumento entre otros aspectos falta de pruebas, y la presentación de argumentos genéricos e imprecisos. |
| Elecciones a la Asamblea Nacional Constituyente de 2017 | Asamblea Nacional Constituyente          | Venezuela     | 30 de julio de 2017      | Días previos a la realización de las elecciones para la polémica Asamblea Nacional Constituyente convocada por Nicolás Maduro, este había hecho un llamado a todos los trabajadores de las instituciones públicos indicándoles que debían votar todos sin ninguna excusa. La oposición y la ONG PROVEA, denunciaron que los empleados públicos recibieron llamadas telefónicas presionándolos a votar y a llevar 15 o más personas a participar en los comicios. Luisa Ortega Díaz, fiscal general de la República, también denunció que dentro del sistema judicial los jueces en el interior del país, habían sido obligados por el Tribunal Supremo de Justicia (TSJ) a participar en los comicios. De igual forma la fiscal manifestó haber recibido denuncias de ciudadanos civiles que habían sido amenazados de ser excluidos de los beneficios del Estado si no acudían a las votaciones. Luego de que el Consejo Nacional Electoral (CNE) diera los resultados oficiales, Antonio Mugica, director de la empresa Smartmatic (proveedor de las máquinas de votación a Venezuela), durante una conferencia de prensa en Londres, declaró que las cifras arrojadas por el sistema de las máquinas no concordaban con las anunciadas por el CNE y que en el proceso habían participado menos votantes de los que anunciaba el ente comicial, indicando que el CNE había manipulado los datos. En la página de la empresa Smartmatic, se puede leer una nota de prensa con fecha del 2 de agosto de 2017, en donde se explica que el sistema automatizado de las máquinas de votación detectaron que los datos sobre participación en los comicios fueron alterados. "El sistema automatizado utilizado en Venezuela está diseñado para que, en caso de manipulación, su detección sea inmediata y muy fácil de identificar. Dicha detección se logra gracias a los mecanismos de auditorías intrínsecos al sistema, que son imposibles de eludir. " reza parte del comunicado. El Sindicato Nacional de Trabajadores de la Prensa, señaló que 20 gerentes de la empresa Smartmatic se habían ido de Venezuela el 2 de agosto por razones de seguridad. La salida de los gerentes ocurrió antes de que el director de la Empresa denunciara la manipulación de datos sobre los comicios. Otro hecho bastante atípico es el denunciado por la Alianza Sindical Independiente (ASI), quien afirmó que el Gobierno presionó a los empleados públicos que no acudieron a la jornada electoral, a firmar una exposición de motivos donde indicaran que no habían participado en las elecciones por las protestas opositoras y que solicitaran al CNE anexar su voto a la Constituyente, pese a que ya se habían anunciado los resultados oficiales. |
| Elecciones generales de Honduras de 2017                | Presidente, Congreso Nacional y Alcaldes | Honduras      | 26 de noviembre de 2017  | El proceso electoral contó con hechos atípicos como el cierre de urnas una hora antes de lo habitual y un retraso de 6 horas en la divulgación de los primeros resultados por parte del ente electoral. Con el 57% de las actas electorales contadas, Salvador Nasralla de la Alianza de Oposición aventajaba con 45% a su adversario, el oficialista Juan Orlando Hernández , que tenía 40%. Luego del primer informe, el conteo de votos se detuvo durante 36 horas y en el transcurso de los días la diferencia entre ambos candidatos se acortó hasta que, con el 83% de las actas procesadas, Hernández superó a Nasralla el 29 de noviembre. Horas más tarde, el sistema del ente electoral sufrió una falla. Se terminaron de contar las 18,000 actas, seguido de un reconteo de 4,700 de estas; y finalmente se declaró a Hernández como el ganador oficial, quien tomó posesión el 27 de enero de 2018. El resultado no fue reconocido por los principales partidos de oposición y el informe de la Misión de Observación de la OEA concluye que por las numerosas fallas e irregularidades se trató de un proceso «de baja calidad». Tanto esta Misión como un análisis independiente de la revista The Economist concluyen que el dramático cambio de tendencia plantea serias dudas sobre la veracidad de los resultados. |
| Elecciones generales de Bolivia de 2019                 | Presidente, Senados, Cámara de Diputados | Bolivia       | 20 de octubre de 2019    | El 20 de octubre de 2019, se celebró la primera ronda de votación para los cargos de presidente, vicepresidente, diputados y senadores. El Órgano Electoral Plurinacional publicó dos series de recuentos poco después de que se cerró la votación. Primero fue un sondeo a boca de urna que verificó el 95.6% de los votos que mostraron que el presidente Morales, tenía 9.33 puntos porcentuales de diferencia sobre su principal rival y expresidente, Carlos Mesa. Liderar en menos de 10 puntos porcentuales indica que el voto debe continuar a una segunda vuelta electoral de desempate. El recuento completo apareció como resultados provisionales en un sitio web con actualizaciones en vivo. Al momento en que se verificó el 83.8% de los votos en el recuento completo, el sitio web mostró a Morales con el 45.3% y Mesa con el 38.2%; esto también reflejaba una ventaja de menos de diez puntos. Sin embargo después de las 7:40 p. m. hora local, no se realizaron más actualizaciones a los resultados preliminares. Las autoridades electorales explicaron que las actualizaciones del conteo preliminar se habían detenido porque los resultados oficiales estaban comenzando a publicarse; sin embargo, no se publicaron resultados oficiales sino hasta casi 24 horas después. El candidato presidencial Carlos Mesa declara la segunda vuelta diciendo «Hemos logrado un triunfo incuestionable que nos permite decir con certeza que estamos en segunda vuelta» a tres horas de terminar el conteo de votos. A las 21 horas, el presidente Morales se declaró el ganador de las elecciones, diciendo: «Ganamos una vez más, son cuatro elecciones consecutivas que ganamos, es histórico e inédito», y que «Nuevamente somos mayoría absoluta». El 21 de octubre de 2019, se celebró una conferencia de prensa del Órgano Electoral Plurinacional, que publicó datos del conteo rápido del sistema de Transmisión de Resultados Electorales Preliminares (TREP), publicado a las 19:30 horas, casi 24 después después de ser suspendido inicialmente, indicando que con el 95.30% de los votos verificados, el MAS de Morales obtuvo el 46.86% de los votos sobre el 36.72% de la Comunidad Ciudadana de Mesa, superando los 10 puntos porcentuales necesarios para evitar un segunda vuelta y, como resultado, Morales permanecería en el poder por un cuarto mandato. Finalmente, la presidenta del Tribunal Supremo Electoral, María Eugenia Choque, presentó los resultados al 100 por ciento de las elecciones generales, donde el candidato del Movimiento al Socialismo, Evo Morales, ganó con el 47,08 por ciento de los votos y en segundo lugar quedó Carlos Mesa de Comunidad Ciudadana con 36,51 por ciento. La diferencia entre ambos es de 10,57 por ciento. Choque expresó su predisposición para que la Organización de Estados Americanos, la Unión Europea y otras instituciones puedan realizar la auditoría. La Organización de Estados Americanos hace público el informe preliminar del Grupo de Auditores Proceso Electoral en Bolivia en el que se identifican diversas irregularidades. La Secretaría General de la OEA emite un comunicado en que considera que el proceso electoral debe comenzar nuevamente. Señala también que aún falta el informe final: Desde la Secretaría General de la OEA reiteramos la disposición para cooperar en la búsqueda de las soluciones democráticas para el país, es por ello que en virtud de la gravedad de las denuncias y análisis respecto al proceso electoral que me ha trasladado el equipo de auditores nos cabe manifestar que la primera ronda de las elecciones celebrada el 20 de octubre pasado debe ser anulada y el proceso electoral debe comenzar nuevamente, efectuándose la primera ronda tan pronto existan nuevas condiciones que den nuevas garantías para su celebración, entre ellas una nueva composición del órgano electoral. Por supuesto, aun resta el detallado informe final al respecto que se tramitara conforme los supuestos establecidos. |
| Elecciones presidenciales de Bielorrusia de 2020        | Presidente de Bielorrusia                | Bielorrusia   | 9 de agosto de 2020      | La Comisión Electoral Central (CEC) anunció que el actual presidente, Alexandr Lukashenko, había ganado un sexto mandato en el cargo, lo que le atribuye poco más del 80% de los votos. Lukashenko ha ganado todas las elecciones presidenciales desde 1994 y la candidata de la oposición, Svetlana Tijanóvskaya, afirmó haber obtenido una victoria decisiva en la primera vuelta con al menos el 60% de los votos, y pidió a Lukashenko que iniciara las negociaciones. Posteriormente, su campaña formó el Consejo de Coordinación para facilitar la transferencia de poder y declaró que estaba dispuesta a organizar "protestas a largo plazo" contra los resultados oficiales. Los siete miembros del Presidium del Consejo de Coordinación fueron arrestados posteriormente o se exiliaron. Todos los candidatos de la oposición han presentado apelaciones ante la Comisión Electoral Central pidiendo que se invaliden los resultados. Las elecciones se vieron empañadas por denuncias de fraude electoral generalizado. Numerosos países se negaron a aceptar el resultado de las elecciones, al igual que la Unión Europea, que impuso sanciones a los funcionarios bielorrusos considerados responsables de "violencia, represión y fraude electoral". Los resultados de las elecciones provocaron protestas generalizadas. |
| Elecciones parlamentarias de Kirguistán de 2020         | Consejo Supremo de Kirguistán            | Kirguistán    | 4 de octubre de 2020     | Tras una aplastante victoria de los partidos progubernamentales que habían obtenido una supermayoría de escaños, se iniciaron protestas en todo el país, alegando un presunto fraude electoral. Luego de protestas masivas en la capital Biskek y otras ciudades del país, la autoridad electoral anunció el 6 de octubre de 2020 que los resultados electorales del 4 de octubre fueron cancelados, por lo que son necesarias nuevas elecciones. |
| Elecciones generales de Uganda de 2021                  | Presidente, Senados, Cámara de Diputados | Uganda        | 14 de enero de 2021      | El 14 de enero de 2021, Yoweri Museveni ganó las elecciones por sexagésima vez, esto causó que el principal líder de la oposición Bobi Wine fuera arrestado arbitrariamente. Se armaron disturbios en el país. Museveni, negó las acusaciones de fraude alegando que los votos fueron contados "a máquina". |
| Elecciones presidenciales de Siria de 2021              | Presidente                               | Siria         | 26 de mayo de 2021       | El 26 de mayo de 2021, Bashar al-Ásad, volvió a ganar las elecciones en Siria por cuarta vez consecutiva. Antes de las elecciones, varios países y organizaciones intergubernamentales expresaron su preocupación por la imparcialidad y legitimidad de las elecciones, y declararon que no reconocerían los resultados. En lo que fue considerado por algunos observadores internacionales como una conclusión inevitable y por muchos como una "elección vacía" marcada por el fraude, el resultado fue una victoria aplastante para Assad, que obtuvo más del 95% de los votos. |
| Elecciones presidenciales de Venezuela de 2024          | Presidente                               | Venezuela     | 28 de julio de 2024      | El 28 de julio de 2024 se llevaron a cabo las elecciones presidenciales en Venezuela. Según todas las encuestas independientes previas a la elección, Edmundo González, candidato de la oposición, tenía una ventaja de más de 20 puntos sobre Nicolás Maduro. Esa misma noche, el CNE publicó un primer boletín que declaraba a Nicolás Maduro como ganador con poco más del 50% de los votos. Al día siguiente, el CNE lo proclamó como vencedor de las elecciones sin hacer públicas las actas. El partido opositor habilitó una web donde se podían verificar las actas, copias que el propio CNE entrega a cada partido, y donde se podían ver, además, los resultados desglosados. Estos mostraban a Edmundo González como ganador, tal como lo indicaban las encuestas previas, los sondeos a boca de urna y los conteos rápidos, con el 67% de los votos. Por otro lado, el Centro Carter indicó que la elección no se adecuó a los parámetros y estándares internacionales de integridad electoral y no puede ser considerada democrática, debido a que la autoridad electoral no proporcionó resultados desglosados por mesa electoral, lo cual constituye una “grave violación de los principios electorales”. Además, las autoridades del CNE mostraron una “parcialidad a favor del oficialismo” y en detrimento de las candidaturas opositoras. |
| Elecciones parlamentarias de Georgia de 2024            | Parlamento de Georgia                    | Georgia       | 26 y 28 de octubre       | Los observadores internacionales afirmaron que "aunque la campaña electoral fue generalmente libre, las informaciones de presión sobre votantes, sobre todo funcionarios, fue constante durante la campaña".Durante la jornada electoral, constataron que la confidencialidad del voto se vio potencialmente comprometida en 24% de las mesas observadas. Además, a los observadores tuvieron "no se les proporcionó acceso a los procesos de auditoría y tuvieron un acceso limitado a documentación relacionada, lo que limitó la transparencia del proceso".Uno de los incidentes más destacados fue cuando se tuvo que cerrar un colegio electoral en Marneuli después de que salieran a la luz imágenes de relleno de papeletas de votación, durante las cuales un observador electoral fue atacado mientras intentaba filmar el incidente. La CEC declaró que se había abierto una investigación penal y que todos los resultados que se originaran en la comisaría serían declarados inválidos. La jornada no estuvo exenta de violencia política: dos personas fueron hospitalizadas después de que los partidarios de Sueño Georgiano atacaran las oficinas del MNU. Los observadores electorales también observaron casos de intimidación de votantes y relleno de papeletas en todo el país.Dos de las encuestas a pie de urna de medios afiliados a la oposición les dieron la victoria, mientras que la encuesta de GORBI calculaba una victoria de SG. Con la publicación de los resultados por la Comisión Electoral Central, que dieron la victoria a Sueño Georgiano, tanto los partidos de la oposición como la presidenta Salomé Zurabishvili rechazaron los resultados.Los partidos opositores se pusieron a recopilar pruebas y evidencias de fraude electoral y la plataforma de observación My Vote busca la anulación de alrededor de 300.000. Por su parte, la organización Europe Elects (encargada de recopilar encuestas e informar de resultados electorales), informó que "a partir de los datos públicos disponibles de la CEC de Georgia, su análisis pudo reproducir de forma independiente los indicios de fraude" basados en desviaciones de la distribución normal de porcentaje de voto que siguen las formaciones políticas con gran porcentaje de voto.La oposición se negó a reconocer los resultados oficiales, alegando un supuesto fraude y denunció que el proceso electoral estuvo impregnado de irregularidades, denuncias que fueron apoyadas por la presidente, Salomé Zourabishvili, quien criticó las elecciones y rechazó los resultados oficiales. |

## Medidas para evitar el fraude
En diciembre de 2000, con el fin de evitar las irregularidades detectadas en las elecciones presidenciales de Estados Unidos de 2000, los presidentes de Caltech y MIT, David Baltimore y Charles Vest, respectivamente, establecieron el Voting Technology Project (VTP), cuyas actividades incluyen el desarrollo de tecnologías para votaciones, mejorar la gestión de las elecciones y fomentar la investigación científica en la materia.